# Stara rafineria ropy naftowej w Ustrzykach Dolnych

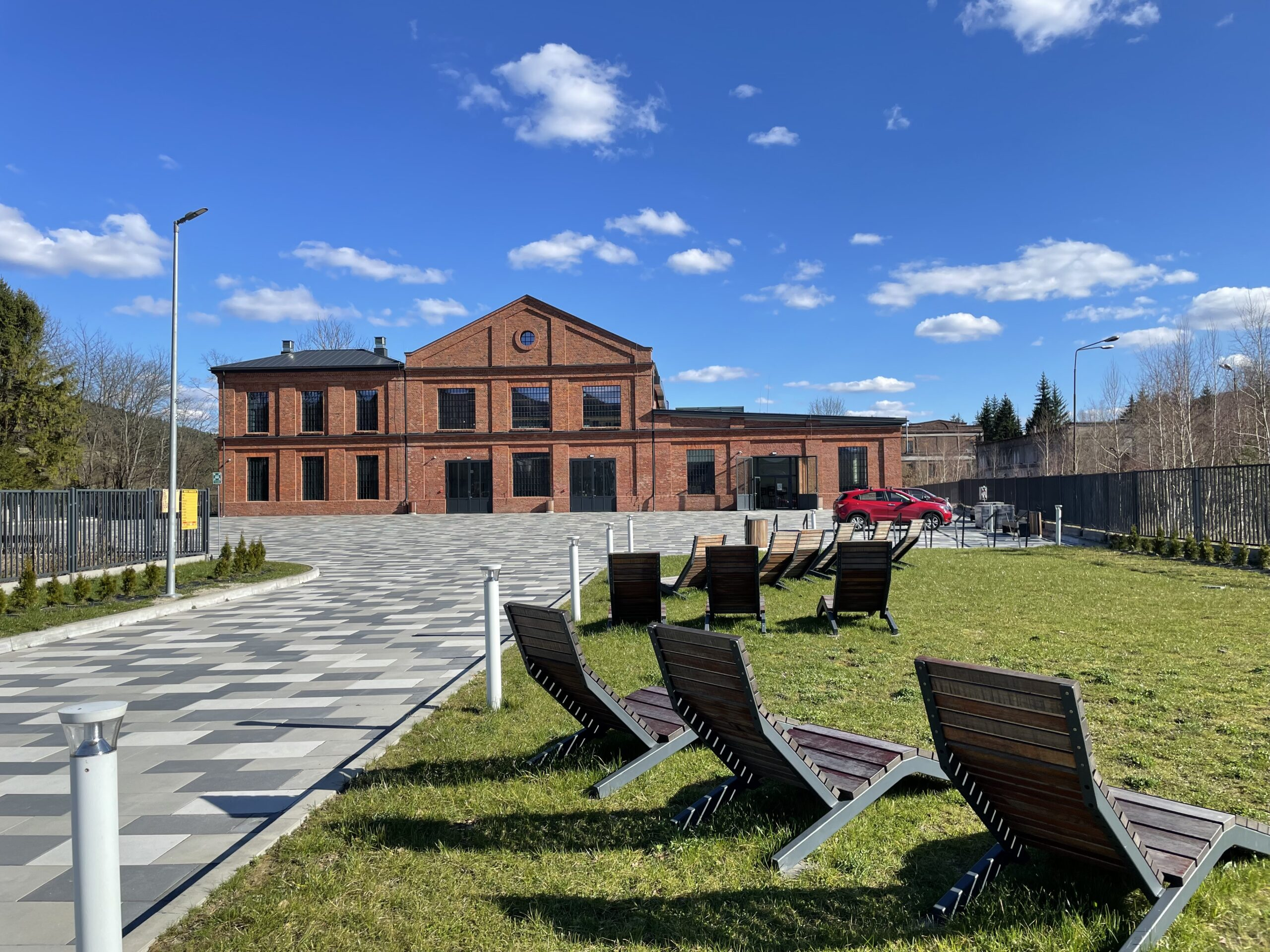
Stara rafineria ropy naftowej w Ustrzykach Dolnych. Obecnie: siedziba Bieszczadzkiego Centrum Dziedzictwa Kulturowego „Fanto”.

Stara rafineria ropy naftowej w Ustrzykach Dolnych – nieczynny zakład przemysłowy funkcjonujący od lat 80. XIX wieku do połowy XX wieku na terenie Ustrzyk Dolnych (województwo podkarpackie). W okresie swojej działalności rafineria stanowiła jeden z ważniejszych zakładów przemysłu naftowego w regionie.

## Historia
Pierwotna rafineria ropy naftowej w Ustrzykach Dolnych została założona w latach 80. XIX wieku z inicjatywy Karola Perutza – przedsiębiorcy naftowego i zięcia Tomasza Winnickiego. Zakład został rozbudowany po wykupieniu przez koncern naftowy będący własnością Dawida Fanty. Jego firma była jednym z największych tego typu przedsiębiorstw w Europie. Na początku dwudziestolecia międzywojennego, w czasach swojej świetności, ustrzycka rafineria zatrudniała około 500 pracowników, stanowiąc istotny element lokalnej gospodarki.
W 1925 roku ustrzycka rafineria znajdowała się wśród największych zakładów tego typu w Polsce i należała do Zjednoczenia Gospodarczego Rafinerii Olejów Mineralnych. Dwa lata później tak charakteryzowano produkcję w Ustrzykach Dolnych:
Rafinerja Spółki Akcyjnej „Fanto” w Ustrzykach jako trzecia pod względem wytwórczości posiada własną bocznicę 1528 m długą, zatrudnia 450 robotników. Przerobiła w ubiegłym roku 48 404 ton ropy, z czego wytworzyła benzyny 5762 ton, nafty 14080 ton, oleju gazowego 12006 ton, oleju smarowego 3076 ton, parafiny 3479 ton, półproduktów 7002 ton, t.j. razem, 45 405 ton.
W okresie Wielkiego Kryzysu rafinerię w Ustrzykach Dolnych zamknięto. W obiekcie funkcjonował zakład należący do firmy PILAK, zajmującej się produkcją mebli i drewnianych skrzyń. Rafineria ponownie rozpoczęła działalność pod okupacją sowiecką, a następnie niemiecką. Po II wojnie światowej rafineria już nie funkcjonowała. W oparciu o część infrastruktury – między innymi zbiorniki rafineryjne – działała baza magazynowa Centrali Paliw Naftowych. Z tego okresu pochodzą również dystrybutory i nalewaki do cystern samochodowych.

## Współczesne wykorzystanie terenu
Na terenie dawnej rafinerii w 2024 roku utworzono Bieszczadzkie Centrum Dziedzictwa Kulturowego „Fanto” – instytucję o charakterze edukacyjno-wystawienniczym. Centrum pełni funkcję lokalnego ośrodka kultury i jednocześnie wykorzystuje nowoczesne technologie (m.in. okulary VR [ang. virtual reality], stoły multimedialne, salę immersyjną) do prezentacji historii regionu i przemysłu naftowego w Bieszczadach.